# Абдуллаев, Сафар Ибад оглы
Сафар Ибад оглы Абдуллаев (азерб. Səfər İbad oğlu Abdullayev; 5 мая 1925, Бакинский уезд — 1 августа 2023, Баку) — советский азербайджанский машиностроитель. Герой Социалистического Труда (1980).

## Биография
Родился 5 мая 1925 года в селе Тудар Бакинского уезда Азербайджанской ССР (ныне Хызинский район Азербайджана).
Участник Великой Отечественной войны. Окончил 29-ю снайперскую школу. Служил пулемётчиком и снайпером. Участвовал в форсировании Днепра, освобождал Польшу, участвовал в боях за Варшаву в составе 1-го Белорусского фронта. В январе 1945 года — стрелок 2-го батальона 1201-го стрелкового полка 354-й стрелковой дивизии 2-го Белорусского фронта, красноармеец.
С 1945 года — колхозник колхоза «Красная Армия». С 1948 года — токарь-сверловщик машиностроительного завода имени Буниата Сардарова  Всесоюзного промышленного объединения объединения нефтяного машиностроения. Регулярно достигал высоких результатов при выполнении производственных планов восьмой, девятой и десятой пятилеток, побеждал в социалистическом соревновании.
Указом Президиума Верховного Совета СССР от 11 апреля 1980 года за выдающиеся успехи, достигнутые в выполнении заданий пятилетнего плана и социалистических обязательств Абдуллаеву Сафару Ибад оглы присвоено звание Героя Социалистического Труда со вручением ордена Ленина и золотой медали «Серп и Молот».
Активно участвовал в общественной жизни Азербайджана. Делегат XXX и XXXI съездов КП Азербайджана и XXVI съезда КПСС. Шесть раз был избран членом Комитета защиты мира Азербайджана, трижды депутат Бакинского горсовета.
С 1988 года — на пенсии, с 2002 года — президентский пенсионер. Проживал в Наримановском районе города Баку.
Умер 1 августа 2023 года в Баку в возрасте 98 лет. Похоронен на Бинагадинском сельском кладбище.
У него остались жена Эльвира и сын Сафар.